# Lijst van gemeentelijke monumenten in Maastricht, Sint Maartenspoort
De buurt Sint Maartenspoort in de wijk Maastricht-Centrum in Maastricht heeft 112 panden/objecten die als gemeentelijke monumenten zijn beschreven in 49 regels (monumentnummers). Zie hieronder een overzicht.
Het blok van 50 sociale woningbouwwoningingen tussen Parallelweg en Van den Berghstraat bestaat volledig uit gemeentelijke monumenten. Ook op de hoeken van de Sint-Maartenslaan / Turennestraat en Lyonnestraat / Matthias Wijnandstraat bevinden zich concentraties met gemeentelijke monumenten.

## Blok tussen Parallelweg en Van den Berghstraat
Het huizenblok tussen de Parallelweg, Van den Berghstraat, Coclerstraat en Theodoor Schaepkensstraat bestaat volledig uit gemeentelijke monumenten. Het betreffen 50 woningen, beschreven in 3 regels (monumentnummers). Dit zijn vroege sociale woningbouwcomplexen (jaren '10 van de 20e eeuw) in opdracht van de woningbouwvereniging Sint Servatius, ontworpen door de architecten Willem Sprenger en J.H.H. van Groendael
| Object                                                           | Bouwjaar     | Architect            | Locatie                                           | Coördinaten                   | Nr.                   | Afbeelding                |
| ---------------------------------------------------------------- | ------------ | -------------------- | ------------------------------------------------- | ----------------------------- | --------------------- | ------------------------- |
| Complex van 18 woonhuizen in ambachtelijk-traditionele bouwtrant | 1919         | J.H.H. van Groendael | Parallelweg 12-29                                 | 50° 51' 11" NB, 5° 42' 10" OL | 0935/1788             | Upload foto               |
| Complex van 8 woonhuizen                                         | 1910 (circa) | W. Sprenger          | Parallelweg 30-33, Theodoor Schaepkensstraat 2-24 | 50° 51' 9" NB, 5° 42' 11" OL  | 0935/1806             | Upload foto               |
| Complex van 24 woonhuizen                                        | circa 1910   | W. Sprenger          | Van den Berghstraat 1-71, Coclerstraat 1-15       | 50° 51' 11" NB, 5° 42' 8" OL  | 0935/1281 [dode link] | Complex van 24 woonhuizen |

## Gemeentelijke monumenten in verschillende straten
Daarnaast bevinden zich nog 62 panden/objecten beschreven in 46 regels (monumentnummers) verspreid door verschillende straten in de buurt. Hieronder een overzicht.
| Object                                                                     | Bouwjaar   | Architect       | Locatie                                                          | Coördinaten                   | Nr.                   | Afbeelding                                                                 |
| -------------------------------------------------------------------------- | ---------- | --------------- | ---------------------------------------------------------------- | ----------------------------- | --------------------- | -------------------------------------------------------------------------- |
| Herenhuis in eclectische stijl                                             | circa 1910 |                 | Antoon Lipkensstraat 28                                          | 50° 51' 6" NB, 5° 42' 3" OL   | 0935/1089             | Herenhuis in eclectische stijl                                             |
| Voormalig kantoor van de vloertegelfabriek REMA                            | 1950       | Alphons Boosten | Franciscus Romanusweg 2                                          | 50° 51' 25" NB, 5° 41' 58" OL | 0935/1302             | Voormalig kantoor van de vloertegelfabriek REMA                            |
| Woonhuis REMA-fabriek                                                      | 1956       | Theo Boosten    | Franciscus Romanusweg 2ab                                        | 50° 51' 23" NB, 5° 41' 58" OL | 0935/1303             | Woonhuis REMA-fabriek                                                      |
| Dubbel woonhuis in eclectische stijl                                       | 1906       |                 | Franciscus Romanusweg 38-39abc                                   | 50° 51' 14" NB, 5° 41' 57" OL | 0935/1304             | Dubbel woonhuis in eclectische stijl                                       |
| Woonhuis in eclectische stijl                                              | 1907       |                 | Franciscus Romanusweg 40, 40a-d                                  | 50° 51' 14" NB, 5° 41' 57" OL | 0935/1306             | Woonhuis in eclectische stijl                                              |
| Woonhuis in eclectische stijl                                              | 1907       |                 | Franciscus Romanusweg 41, 41b                                    | 50° 51' 14" NB, 5° 41' 57" OL | 0935/1307             | Woonhuis in eclectische stijl                                              |
| Complex van een winkel-woonhuis, café-woonhuis en dubbel woonhuis          | 1923       |                 | Franciscus Romanusweg 42, 42c, 43b en Sint Antoniuslaan 61       | 50° 51' 13" NB, 5° 41' 57" OL | 0935/1852 [dode link] | Complex van een winkel-woonhuis, café-woonhuis en dubbel woonhuis          |
| Voormalig sportfondsenbad (gesloopt)                                       | 1933       | W. Bakker       | Franciscus Romanusweg 60 a-f, 64a t/m 71c en Wilhelminasingel 19 | 50° 51' 8" NB, 5° 41' 55" OL  | 0935/1312 [dode link] | Meer afbeeldingen                                                          |
| Voormalig kantoor- en bedrijfsgebouw van de PLEM                           | 1967       | Frans Knibbeler | François de Veijestraat 6                                        | 50° 51' 31" NB, 5° 41' 58" OL | 0935/1315             | Voormalig kantoor- en bedrijfsgebouw van de PLEM                           |
| Garagehal                                                                  | 1953       | A. Swinkels     | Griend 2                                                         | 50° 51' 23" NB, 5° 41' 55" OL | 0935/1318             | Garagehal                                                                  |
| Woonhuis van garage Janssen                                                | 1956       | M.G.E. Hoen     | Griend 3                                                         | 50° 51' 23" NB, 5° 41' 56" OL | 0935/1319             | Woonhuis van garage Janssen                                                |
| Woonhuis inclusief tuinmuur met hekwerk                                    | circa 1926 |                 | Louis Loyensstraat 1                                             | 50° 51' 10" NB, 5° 41' 59" OL | 0935/1669             | Woonhuis inclusief tuinmuur met hekwerk                                    |
| Portierswoning                                                             | 1923       | W. Sprenger     | Louis Loyensstraat 3                                             | 50° 51' 10" NB, 5° 41' 58" OL | 0935/1672             | Portierswoning                                                             |
| Woonhuis                                                                   | 1914       |                 | Louis Loyensstraat 14                                            | 50° 51' 11" NB, 5° 41' 58" OL | 0935/1670             | Woonhuis                                                                   |
| Woonhuis met expressionistische invloeden                                  | 1915       |                 | Louis Loyensstraat 16ab                                          | 50° 51' 11" NB, 5° 41' 58" OL | 0935/1671             | Woonhuis met expressionistische invloeden                                  |
| Woonhuis                                                                   | 1916       |                 | Lyonnetstraat 4ab                                                | 50° 51' 7" NB, 5° 42' 2" OL   | 0935/1676             | Woonhuis                                                                   |
| Woonhuis in eclectische stijl                                              | 1915       |                 | Lyonnetstraat 6                                                  | 50° 51' 7" NB, 5° 42' 2" OL   | 0935/1677             | Woonhuis in eclectische stijl                                              |
| Woonhuis                                                                   | 1921       |                 | Lyonnetstraat 8                                                  | 50° 51' 7" NB, 5° 42' 2" OL   | 0935/1678             | Woonhuis                                                                   |
| Woonhuis in expressionistische stijl                                       | 1922       | H. de Ronde     | Lyonnetstraat 10, 10ab                                           | 50° 51' 7" NB, 5° 42' 2" OL   | 0935/1673             | Woonhuis in expressionistische stijl                                       |
| Woonhuis in eclectische stijl                                              | 1916       |                 | Lyonnetstraat 13ab                                               | 50° 51' 7" NB, 5° 42' 3" OL   | 0935/1674             | Woonhuis in eclectische stijl                                              |
| Woonhuis in eclectische stijl                                              | 1914       |                 | Lyonnetstraat 14                                                 | 50° 51' 6" NB, 5° 42' 3" OL   | 0935/1675             | Woonhuis in eclectische stijl                                              |
| Complex van 8 woonhuizen                                                   | 1922       |                 | Matthias Wijnandsstraat 7-21 (oneven)                            | 50° 51' 7" NB, 5° 42' 0" OL   | 0935/1737 [dode link] | Complex van 8 woonhuizen                                                   |
| Woonhuis                                                                   | 1915       |                 | Parallelweg 41                                                   | 50° 51' 6" NB, 5° 42' 13" OL  | 0935/1808             | Woonhuis                                                                   |
| Voormalige brandweertoren                                                  | circa 1915 |                 | Parallelweg 99                                                   | 50° 51' 18" NB, 5° 42' 7" OL  | 0935/1814             | Voormalige brandweertoren                                                  |
| Voormalig zuiveldistributiecentrum                                         | circa 1915 |                 | Parallelweg bij 101                                              | 50° 51' 16" NB, 5° 42' 7" OL  | 0935/1815             | Voormalig zuiveldistributiecentrum                                         |
| Woonhuis in eclectische stijl                                              | circa 1900 |                 | Sint Antoniuslaan 5ab                                            | 50° 51' 14" NB, 5° 42' 8" OL  | 0935/1853             | Woonhuis in eclectische stijl                                              |
| Dubbel woonhuis                                                            | circa 1900 |                 | Sint Antoniuslaan 15a-d en 17ab                                  | 50° 51' 14" NB, 5° 42' 5" OL  | 0935/1849 [dode link] | Dubbel woonhuis                                                            |
| Voormalige asfaltfabriek met twee woningen in expressionistische stijl     | 1917       |                 | Sint Antoniuslaan 19-21                                          | 50° 51' 14" NB, 5° 42' 5" OL  | 0935/1850             | Voormalige asfaltfabriek met twee woningen in expressionistische stijl     |
| Werkhal                                                                    |            |                 | Sint Antoniuslaan 21 (aan de achterzijde)                        | 50° 51' 13" NB, 5° 42' 5" OL  | 0935/1851             | Upload foto                                                                |
| Woonhuis met bedrijfsgedeelte in eclectische stijl                         | 1917       |                 | Sint Maartenslaan 4-6                                            | 50° 51' 6" NB, 5° 42' 12" OL  | 0935/1908             | Woonhuis met bedrijfsgedeelte in eclectische stijl                         |
| Voormalige chocoladefabriek met bovenwoning                                | 1916       |                 | Sint Maartenslaan 14, 14a-c                                      | 50° 51' 6" NB, 5° 42' 11" OL  | 0935/1892             | Voormalige chocoladefabriek met bovenwoning                                |
| Woonhuis                                                                   | 1916       |                 | Sint Maartenslaan 16a                                            | 50° 51' 5" NB, 5° 42' 11" OL  | 0935/1894             | Woonhuis                                                                   |
| Plein met bloemenschaal                                                    | 1960       |                 | Sterreplein                                                      | 50° 51' 10" NB, 5° 42' 3" OL  | 0935/3575             | Plein met bloemenschaal                                                    |
| Voormalige gereformeerde kerk                                              | 1925       |                 | Sterreplein 1                                                    | 50° 51' 10" NB, 5° 42' 0" OL  | 0935/2065             | Voormalige gereformeerde kerk                                              |
| Twee dubbele woonhuizen met expressionistische invloeden                   | 1920       |                 | Theodoor Schaepkensstraat 7ab en 9ab                             | 50° 51' 8" NB, 5° 42' 11" OL  | 0935/2086 [dode link] | Twee dubbele woonhuizen met expressionistische invloeden                   |
| Woonhuis met voorgevel in zakelijke stijl                                  | 1935       |                 | Theodoor Schaepkensstraat 15                                     | 50° 51' 7" NB, 5° 42' 10" OL  | 0935/2078             | Woonhuis met voorgevel in zakelijke stijl                                  |
| Dubbel woonhuis met expressionistische invloeden                           | 1914       |                 | Theodoor Schaepkensstraat 27-29                                  | 50° 51' 7" NB, 5° 42' 8" OL   | 0935/2082             | Dubbel woonhuis met expressionistische invloeden                           |
| Woonhuis met werkplaats                                                    | 1921       |                 | Turennestraat 21a / Theodoor Schaepkensstraat 36                 | 50° 51' 8" NB, 5° 42' 7" OL   | 0935/2119 [dode link] | Woonhuis met werkplaats                                                    |
| Woonhuis in eclectische stijl                                              | 1914       |                 | Turennestraat 27ab                                               | 50° 51' 6" NB, 5° 42' 8" OL   | 0935/2120             | Woonhuis in eclectische stijl                                              |
| Woonhuis in eclectische stijl                                              | 1914       |                 | Turennestraat 29                                                 | 50° 51' 6" NB, 5° 42' 9" OL   | 0935/2121             | Woonhuis in eclectische stijl                                              |
| Woonhuis in eclectische stijl                                              | 1914       |                 | Turennestraat 31                                                 | 50° 51' 6" NB, 5° 42' 9" OL   | 0935/2122             | Woonhuis in eclectische stijl                                              |
| Woonhuis in eclectische stijl                                              | 1914       |                 | Turennestraat 33                                                 | 50° 51' 6" NB, 5° 42' 9" OL   | 0935/2123             | Woonhuis in eclectische stijl                                              |
| Complex van drie woonhuizen in eclectische stijl met art-nouveau-invloeden | 1914       |                 | Turennestraat 35ab-37ab en Sint Maartenslaan 18ab                | 50° 51' 5" NB, 5° 42' 10" OL  | 0935/1895             | Complex van drie woonhuizen in eclectische stijl met art-nouveau-invloeden |
| Woonhuis                                                                   | 1916       |                 | Wilhelminasingel 29ab                                            | 50° 51' 6" NB, 5° 42' 1" OL   | 0935/2216             | Woonhuis                                                                   |
| Woonhuis in expressionistische stijl                                       | 1922       |                 | Wilhelminasingel 31ab                                            | 50° 51' 6" NB, 5° 42' 1" OL   | 0935/2217             | Woonhuis in expressionistische stijl                                       |
| Woonhuis met expressionistische invloeden                                  | 1923       |                 | Wilhelminasingel 35                                              | 50° 51' 5" NB, 5° 42' 2" OL   | 0935/2219             | Woonhuis met expressionistische invloeden                                  |